# Котов Олег Валерійович
Олег Валерійович Котов — командир корабля «Союз ТМА-10», бортінженер МКС-15, командир корабля «Союз ТМА-17», космонавт-випробувач ЦПК імені Ю. А. Гагаріна. 452-й космонавт світу, 100-й космонавт Росії.

## Біографія
Народився 27 жовтня 1965 року в місті Сімферополь. У 1988 році закінчив Військово-медичну академію ім. С.М. Кірова в Ленінграді і став працювати помічником ведучого лікаря-випробувача в Центрі підготовки космонавтів імені Ю. О. Гагаріна. У 1992 році закінчив Інститут підвищення кваліфікації в галузі патентної справи. У тому ж році був переведений на посаду провідного лікаря-випробувача ЦПК. Займався проблемами висотної фізіології та впливу факторів космічного польоту на організм людини. Як лікар-методист проводив медико-біологічну підготовку екіпажів орбітальної станції «Мир» за науковою програмою. Має кваліфікацію офіцера-водолаза. У 1996 році був зарахований до загону космонавтів ЦПК імені Ю. О. Гагаріна. У 1998 році закінчив Качинське вище військове авіаційне училище льотчиків.
Космічний політ 7 квітня 2007 був першим в кар'єрі Котова. 21 жовтня 2007 капсула з екіпажем 15-ї експедиції МКС Олегом Котовим і Федором Юрчихіним, а також першим космонавтом (ангкасаваном) Малайзії Шейх Музафар Шукор приземлилася на північ від міста Аркалик (Казахстан). Посадка проходила нештатно, після видачі гальмівного імпульсу через нештатний поділ відсіків корабель був переведений на траєкторію балістичного спуску.
У другий політ Олег Котов відправився 21 грудня 2009 (за UTC — 20 грудня о 21:52) у складі екіпажу з японським астронавтом Соїті Ногуті і американським астронавтом Тімоті Крімера. У березні 2010 він став командиром станції, змінивши на цій посаді американця Джеффрі Вільямса.
Олег Котов став другим російським космонавтом (після Максима Сураєва), який, перебуваючи на орбіті, завів свою сторінку на сайті Роскосмосу.

## Нагороди
- Герой Російської Федерації
- Орден «За заслуги перед Вітчизною» IV ступеня (30 жовтня 2010 року) — за мужність і високий професіоналізм, проявлені при здійсненні космічного польоту на Міжнародній космічній станції [1]
- Льотчик-космонавт Російської Федерації